# 오토사이클

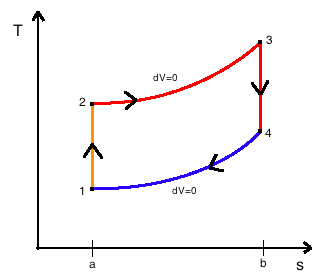

오토사이클은 가솔린 내연 기관의 이상적인 열역학 사이클로서 정적(定積)사이클이다. 이것은 가장 일반적으로 자동차의 엔진에서 발견된 열역학적인 사이클이다.

## 특징
공기의 질량은 다양한 열역학적인 단계에서 부피, 압력 및 온도 변화로 이어진다. 피스톤이 실린더를 따라 이동할 수 있는 바와 같이, 공기의 부피는 실린더 위치와 함께 달라진다. 실린더에서 팽창이 완료된후, 남은 열이 추출되고 마지막으로 가스가 자연으로 배출된다. 유용한 기계적인 작업은 팽창 과정에서 생성되고, 그 중 일부는 다음 사이클의 공기를 압축하는데 사용된다.

## 같이 보기
- 오토 기관
- 니콜라우스 오토

## 참조
1. ↑  Wu, Chih. 열역학 사이클: Computer-aided Design and Optimization. 뉴욕: M. Dekker, 2004. Print